# James Y. Smith
James Youngs Smith, född 15 september 1809, död 26 mars 1876, var en amerikansk politiker och guvernör i Rhode Island.

## Tidigt liv
Smith föddes i Groton, New London County, Connecticut. Han var chef i en butik i Salem, Connecticut, vid sexton års ålder. Nästa år flyttade han till Providence, Rhode Island, där han arbetade för ett timmerföretag som han blev ägare till ett decennium senare. Han sålde företaget  för att starta ett tillverkningsföretag med sin bror Amos D. Smith. Med sitt A.D. & J.Y. Smith Mills blev bröderna de ledande textilinvesterarna i delstaten. De ägde fabriker i både Connecticut och Rhode Island.

## Politisk karriär
Smith var politiskt aktiv som republikan. Han var borgmästare i Providence från 1855 till 1857. Han var ledamot av Rhode Islands representanthus. Han kandiderade till guvernörsposten 1861 utan att vinna, men vann i valet två år senare. Han efterträdde William C. Cozzens den 26 maj 1863. Han blev omvald två gånger, men valde sedan att inte kandidera mer. Han efterträddes av partikamraten och generalen från amerikanska inbördeskriget Ambrose Burnside den 29 maj 1866.

## Senare år
Sedan han lämnat guvernörsämbetet, grundade Smith företaget James Y. Smith Manufacturing Company. Han fortsatte inom tillverkningsindustrin till sin död 1876. Han begravdes på Swan Point Cemetery i Providence.